# De Hoop (Suameer)
De Hoop is een maalvaardige korenmolen in het Friese dorp Suameer, dat even ten zuiden van Bergum in de Nederlandse gemeente Tietjerksteradeel ligt.

## Beschrijving
De Hoop werd gebouwd als vervanger van een uit 1867 daterende koren- en pelmolen, die in 1881 door brand werd verwoest. Onderdelen van de molen zouden afkomstig zijn van een koren- en pelmolen in Kootstertille. De Hoop, die toen was voorzien van zelfzwichting en een pelinrichting had, bleef in gebruik tot 1947, al was hij toen al enigszins in verval. In 1964 werd de molen aangekocht door de gemeente, die hem in 1966-1967 grondig liet restaureren. Dit gebeurde opnieuw in 1992-1993. De Hoop is op zaterdag van 09:30 tot 13:30 uur te bezichtigen.